# 弗拉迪米爾·尼基季奇·維諾格拉多夫
弗拉迪米爾·尼基季奇·維諾格拉多夫（羅馬化：Vladimir Nikitich Vinogradov；1882年3月24日—1964年7月29日），蘇聯醫生和心臟病學家。蘇聯醫學科學院院士，功勳科學工作者，社會主義勞動英雄。為蘇聯最高領導人約瑟夫·史達林的主治醫師，但在「醫生案件」中遭到迫害。

## 生平
1882年3月24日，弗拉迪米爾·尼基季奇·維諾格拉多夫出生於俄羅斯帝國一個鐵道工人家庭，後就讀市立學校和文理中學。
1907年畢業於莫斯科帝國大學醫學院。大學三年級時，他自願參加日俄戰爭，在戰爭中擔任醫療助理，而被俄羅斯帝國授予四級「聖喬治十字」勳章。
1929年至1931年，維諾格拉多夫擔任第一莫斯科國立醫學院預防治療科主任；1935至1942年擔任第二莫斯科國立醫學院（今俄羅斯國立皮羅戈夫醫科大學）學院治療科主任。1943年1月1日起，他擔任第一莫斯科國立醫學院的學院治療科主任。該院在其領導下建立了心臟風濕病室、電生理核心實驗室、蘇聯第一個治療心肌梗塞合併塌陷患者的部門和心血管系統功能診療室，並在臨床實踐中引進了胃鏡檢查、支氣管鏡檢查、放射性同位素檢查、心臟導管插入術和心電向量圖等技術。
1934年起，維諾格拉多夫擔任蘇聯衛生部的顧問；1943年起，擔任克里姆林宮醫療衛生部門的首席治療師。在1940年代，他是史達林和多位蘇聯領袖的主治醫師。1944年，成為蘇聯醫學科學院正式院士。
1952年11月，他由於「醫生案件」而被逮捕監禁，直至1953年4月4日才被釋放和平反。在審訊期間，他遭到多次嚴刑拷打而被迫供稱自己是英國間諜。
1964年7月29日，維諾格拉多夫在莫斯科逝世，後被葬於新聖女公墓（第三區）。

## 評價
在莫斯科，維諾格拉多夫很受歡迎。他的確是一位好醫生——既友善、有禮貌，又仔細檢查和問診，由此獲得病人的尊敬。在格奧爾基·朗加去世後，他作為全聯盟醫師聯會最資深的會員，順理成章地成為該會的主席。當時，他在克里姆林宮醫院很受青睞，為高階領袖及其家屬提供治療。在家裡吃晚餐（總是豐盛、可口）時，維諾格拉多夫尤其顯得是個富有魅力、好客，且愛用上等的葡萄酒來犒賞自己的莫斯科人。最後，他像是一位總是充滿熱情的繪畫收藏家，擁有許多一流的藝術品。——亞歷山大·米亞斯尼科夫，

## 榮譽
- 蘇聯國家獎（1969年追授）：出色地診斷和組織治療心肌梗塞患者。
- 社會主義勞動英雄鐮刀與槌子獎章 （1957年8月5日）
- 俄羅斯蘇維埃聯邦社會主義共和國功勳科學工作者（1940年）
- 列寧勳章（五次，1943年9月17日、1952年2月26日、1953年10月27日、1957年8月5日和1961年2月15日）
- 勞動紅旗勳章（1945年7月11日）
- 四級「聖喬治十字」勳章（1905年，俄羅斯帝國）